# Paula da Bancada Feminista
Paula Nunes Dos Santos (São Paulo, 15 de setembro de 1993) é uma advogada e política brasileira, filiada ao Partido Socialismo e Liberdade (PSOL). 
Nas eleições de 2022, foi eleita deputada estadual por São Paulo, como representante legal do mandato coletivo da "Bancada Feminista do PSOL", composto por, além da co-deputada Paula Nunes, pelas co-deputadas Carolina Iara, Mariana Souza, Simone Nascimento e Sirlene Maciel.
Nas eleições municipais de 2020, Paula Nunes foi eleita co-vereadora da Câmara Municipal de São Paulo pela Bancada Feminista do PSOL, representada legalmente por Silvia Ferraro (vereadora de jure). Além de Paula e Silvia, o mandato eleito era composto de Carolina Iara, Natália Chaves e Dafne Sena. Paula e Carolina se retiraram do mandato em 2022 para se candidatar a cadeira de Deputada Estadual na ALESP.

## Trajetória política
Paula começou sua militância partidária no Partido Socialista dos Trabalhadores Unificado (PSTU), no qual rompeu em 2016 junto a centenas de outros militantes do partido que fundaram o Movimento por uma Alternativa Independente e Socialista (MAIS), tendência interna do PSOL. Em 2018, o MAIS se fundiu à Nova Organização Socialista (NOS), originando a Resistência.

## Desempenho eleitoral
| Ano  | Eleição                | Cargo             | Partido | Coligação           | Integrantes do Mandato Coletivo                                                               | Votos   | %    | Resultado | Ref.  |
| ---- | ---------------------- | ----------------- | ------- | ------------------- | --------------------------------------------------------------------------------------------- | ------- | ---- | --------- | ----- |
| 2022 | Estaduais em São Paulo | Deputada Estadual | PSOL    | Federação PSOL REDE | Paula Nunes (CPF do mandato), Carolina Iara, Mariana Souza, Simone Nascimento, Sirlene Maciel | 259.771 | 1,12 | Eleito    | [ 5 ] |